# Liste von Kunstwerken im öffentlichen Raum in Duisburg
Die Liste von Kunstwerken im öffentlichen Raum in Duisburg gibt einen Überblick über Kunst im öffentlichen Raum in Duisburg, unter anderem Skulpturen, Plastiken, Landmarken und andere Kunstwerke. Die Liste ist nach Stadtbezirken gegliedert.

## Kunstwerke in Duisburg-Mitte
| Bezeichnung                                                              | Standort                                                                                             | Koordinaten                 | errichtet              | Künstler                                                             | Anmerkungen | Bild                             |
| ------------------------------------------------------------------------ | --- | --------------------------- | ---------------------- | -------------------------------------------------------------------- | --- | -------------------------------- |
| Garten der Erinnerung                                                    | Altstadt: Innenhafen Duisburg - zwischen Stapeltor, alter Stadtmauer, Hafenbecken und Philosophenweg | 51° 26′ 20″ N, 6° 45′ 58″ O | 1996–1999              | Dani Karavan                                                         | Begehbares Großkunstwerk, ca. 3 ha, Park im Innenhafen Duisburg                                                            |                                  |
| Schwebend                                                                | Altstadt: Garten der Erinnerung                                                                      | 51° 26′ 19″ N, 6° 45′ 53″ O | 1974                   | Menashe Kadishman                                                    | COR-TEN-Stahl, 600 × 980 × 145 cm                                                                                          |                                  |
| 222° ARC×5                                                               | Altstadt: Philosophenweg 17                                                                          | 51° 26′ 24″ N, 6° 46′ 5″ O  |                        | Bernar Venet                                                         | |                                  |
| Die Hockende                                                             | Altstadt: Sonnenwall 14                                                                              | 51° 25′ 58″ N, 6° 45′ 49″ O | 1936/62                | Hans Stangl                                                          | Bronze, 86 × 32 × 50 cm |                                  |
| Alt-Duisburg                                                             | Altstadt: Schwanenstraße, Alter Markt, an der archäologischen Zone                                   | 51° 26′ 8″ N, 6° 45′ 36″ O  | 1990                   | Andreas Dilthey                                                      | Bronzegussrelief nach Stadtplan von 1566, 1,60 m × 2,00 m × 0,06 m – 0,08 m                                                |                                  |
| Froschkönigbrunnen                                                       | Altstadt: Alter Markt                                                                                | 51° 26′ 9″ N, 6° 45′ 37″ O  | 1986                   | Frosch von Rüdiger Marquard, Brunnen „afa architektur fabrik aachen“ | Beton und Bronze |                                  |
| Anne Frank Mahnmal                                                       | Altstadt: Rabbiner-Neumark-Weg                                                                       | 51° 26′ 9″ N, 6° 45′ 57″ O  | 1988                   | Heinz Mack                                                           | Granit, Höhe 2,57 m |                                  |
| Mahnmal am DGB-Haus                                                      | Altstadt: DGB-Haus am Stapeltor                                                                      | 51° 26′ 16″ N, 6° 46′ 4″ O  | 2004                   | Dani Karavan                                                         | Stahl und Beton, 0,60 m × 0,60 m × 4,00 m                                                                                  |                                  |
| Mahnmal am Rabbiner-Neumark-Weg (Stadtmauer)                             | Altstadt: Rabbiner-Neumark-Weg                                                                       | 51° 26′ 11″ N, 6° 45′ 59″ O | 1974                   | Hans-Jürgen Breuste                                                  | Eisen, Höhe 4,20 m |                                  |
| Mahnmal auf dem Burgplatz                                                | Altstadt: Burgplatz                                                                                  | 51° 26′ 6″ N, 6° 45′ 41″ O  | 1984                   | Hede Bühl                                                            | Bronze |                                  |
| Bildpfeiler                                                              | Altstadt: Schillerplatz, Wasserviertel                                                               | 51° 26′ 16″ N, 6° 46′ 23″ O | 1963                   | Wolfgang Obertreis                                                   | Etringer Tuffstein |                                  |
| Begehbare Spuren                                                         | Altstadt: Schulhof Landfermann-Gymnasium, Mainstraße 10                                              | 51° 26′ 3″ N, 6° 46′ 29″ O  | 1979                   | Gabriella Fekete                                                     | 7 Teile aus Beton |                                  |
| Mahnmal für die gefallenen Lehrer und Schüler des Landfermann-Gymnasiums | Altstadt: Schulhof Landfermann-Gymnasium, Mainstraße 10                                              | 51° 26′ 4″ N, 6° 46′ 29″ O  | 1959                   | Bernhard Küppers                                                     | Bronze, 220 × 50 × 40 cm                                                                                                   |                                  |
| Ich kann, weil ich will, was ich muss                                    | Altstadt: Im Innenhafen vor dem Museum Küppersmühle, Philosophenweg 55                               | 51° 26′ 29″ N, 6° 46′ 27″ O | 2013                   | Andreas M. Kaufmann und Hans Ulrich Reck                             | |                                  |
| Autobahn-Denkmal (Modell II)                                             | Altstadt: Auf dem Parkplatz Museum Küppersmühle, Philosophenweg 55                                   | 51° 26′ 27″ N, 6° 46′ 28″ O | 1967, aufgestellt 2021 | Peter Brüning                                                        | Eisen, Eisenbleche farbig gefasst, aluminiumverkleideter Sockel, 380 × 95 × 95 cm                                          |                                  |
| Ohne Titel. Drei Polyeder                                                | Altstadt: Neben Museum Küppersmühle, Philosophenweg 55                                               | 51° 26′ 29″ N, 6° 46′ 32″ O | 2006                   | Ansgar Nierhoff                                                      | |                                  |
| Ohne Titel                                                               | Dellviertel: Königstraße/Averdunkplatz                                                               | 51° 25′ 56″ N, 6° 46′ 21″ O | 1983                   | André Volten                                                         | Edelstahl, 600 × ø 1200 cm. Im Volksmund „Waschmaschine“ genannt.                                                          |                                  |
| Wassermühle                                                              | Dellviertel: Königstraße/Hohe Straße                                                                 | 51° 25′ 57″ N, 6° 46′ 17″ O | 1986                   | Otmar Alt                                                            | Bronze |                                  |
| Stadtbild                                                                | Dellviertel: Königstraße/Claubergstraße                                                              | 51° 25′ 59″ N, 6° 46′ 5″ O  | 1991/93                | Ulf Hegewald                                                         | |                                  |
| Lifesaver                                                                | Dellviertel: Königstraße                                                                             | 51° 25′ 59″ N, 6° 45′ 58″ O | 1991–1993              | Niki de Saint-Phalle, Jean Tinguely                                  | Polyester, Teflon, Stahl, Höhe: 7,20 m                                                                                     | weitere Bilder                   |
| Schiffsmasken                                                            | Dellviertel: Königstraße/Kuhtor                                                                      | 51° 26′ 2″ N, 6° 45′ 52″ O  | 1991/93                | Thomas Virnich                                                       | |                                  |
| Skulptur für Duisburg                                                    | Dellviertel: Friedrich-Wilhelm-Platz                                                                 | 51° 25′ 55″ N, 6° 45′ 41″ O | 1992                   | Wasa Marjanov                                                        | Edelstahl |                                  |
| Hermes und Ceres                                                         | Dellviertel: Königstr. 15, Commerzbank                                                               | 51° 26′ 0″ N, 6° 46′ 1″ O   | 1952                   | Arno Breker                                                          | Bleiintarsien, 275 × 88 cm                                                                                                 |                                  |
| Freya                                                                    | Dellviertel: Museumsgarten der Stadtsparkasse Duisburg, Königstr.                                    | 51° 26′ 0″ N, 6° 46′ 2″ O   | 1950                   | Gerhard Marcks                                                       | Bronze, Höhe 1,65 m |                                  |
| Triestina                                                                | Dellviertel: Museumsgarten der Stadtsparkasse Duisburg, Königstr.                                    | 51° 26′ 1″ N, 6° 46′ 4″ O   | 1950                   | Marcello Mascherini                                                  | Bronze, Höhe 2,22 m |                                  |
| 5 Arcs × 5                                                               | Dellviertel: König-Heinrich-Platz - gegenüber dem Theater Duisburg                                   | 51° 26′ 3″ N, 6° 46′ 13″ O  | 2007                   | Bernar Venet                                                         | Eisen, 7,50 m × 5,63 m |                                  |
| Hommage à Mercator                                                       | Dellviertel: Kuhlenwall, Ecke Gutenbergstraße / Köhnenstraße                                         | 51° 26′ 6″ N, 6° 45′ 57″ O  | 1965                   | Friedrich Werthmann                                                  | Remanith-Stahl, Durchmesser ca. 4 m, Gewicht ca. 4,5 Tonnen                                                                |                                  |
| Mahnmal zur Erinnerung an die Deportation jüdischer Kinder aus Duisburg  | Dellviertel: Ecke Saarstraße / Brücke Königstraße                                                    | 51° 25′ 55″ N, 6° 46′ 29″ O | 2012                   | Gerhard Losemann                                                     | Corten-Stahl, 3 m hoch, 75 × 75 cm breit, ca. 820 kg schwer                                                                |                                  |
| Two Piece Reclining Figure No. 1                                         | Dellviertel: am Lehmbruck Museum, Kantpark                                                           | 51° 25′ 47″ N, 6° 45′ 58″ O | 1959                   | Henry Moore                                                          | Bronze auf mit Kupferblech verkleidetem Sockel, zwei Teile, 152 × 243 × 151 cm (inkl. Sockel), 10 × 243 × 132 cm Sockelmaß | Two Piece Reclining Figure No. 1 |
| Der Prophet                                                              | Dellviertel: am Lehmbruck Museum, Kantpark                                                           | 51° 25′ 48″ N, 6° 45′ 58″ O | 1961                   | Kenneth Armitage                                                     | Bronze, 169 × 110 × 92,5 cm                                                                                                |                                  |
| Cast Glances                                                             | Dellviertel: am Lehmbruck Museum, Kantpark                                                           | 51° 25′ 47″ N, 6° 45′ 58″ O |                        | Tony Cragg                                                           | |                                  |
| Locking Piece                                                            | Dellviertel: am Lehmbruck Museum, Kantpark                                                           | 51° 25′ 47″ N, 6° 45′ 57″ O | 1962                   | Henry Moore                                                          | Bronze, 106 × 80 × 96 cm                                                                                                   |                                  |
| Große Nike                                                               | Dellviertel: am Lehmbruck Museum, Kantpark                                                           | 51° 25′ 47″ N, 6° 45′ 59″ O | 1956                   | Bernhard Heiliger                                                    | Bronze, 315 × 103,5 × 79,5 cm                                                                                              |                                  |
| Abdeckung III                                                            | Dellviertel: am Lehmbruck Museum, Kantpark                                                           | 51° 25′ 47″ N, 6° 45′ 59″ O | 1973                   | Heinz-Günter Prager                                                  | Gusseisen und Stahl, 90,5 × 200 × 110 cm                                                                                   |                                  |
| Liegende                                                                 | Dellviertel: am Lehmbruck Museum, Kantpark                                                           | 51° 25′ 47″ N, 6° 45′ 58″ O | 1998                   | Werner Stötzer                                                       | Muschelkalk, 53 × 190 × 65 cm                                                                                              |                                  |
| Metrical Romanesque Construction in 5 Masses and 2 Scales                | Dellviertel: am Lehmbruck Museum, Kantpark                                                           | 51° 25′ 48″ N, 6° 45′ 57″ O | 1973/91                | David Rabinowitch                                                    | Stahl, 250 × 290 × 6 cm |                                  |
| Zwischen zwei Welten I                                                   | Dellviertel: am Lehmbruck Museum, Kantpark                                                           | 51° 25′ 47″ N, 6° 45′ 58″ O | 1952                   | Berto Lardera                                                        | Eisenblech, 180 × 203 × 220 cm                                                                                             |                                  |
| Neun-Figuren-Raum                                                        | Dellviertel: Kantpark                                                                                | 51° 25′ 48″ N, 6° 46′ 1″ O  | 1990                   | Magdalena Abakanowicz                                                | Bronze, jeweils 250 × 150 × 50 cm                                                                                          |                                  |
| Souterrain                                                               | Dellviertel: Kantpark                                                                                | 51° 25′ 50″ N, 6° 46′ 0″ O  | 2004/05                | Stefan Sous                                                          | Lichtskulptur, Beton, Stahl, Glas, Durchmesser 9000 cm, Tiefe 200 cm                                                       |                                  |
| Dialog                                                                   | Dellviertel: Kantpark                                                                                | 51° 25′ 47″ N, 6° 46′ 0″ O  | 1989                   | Dani Karavan                                                         | Weißer Beton, 120 × 600 × 2400 cm                                                                                          |                                  |
| Skulptur für einen Baum                                                  | Dellviertel: Kantpark                                                                                | 51° 25′ 47″ N, 6° 46′ 3″ O  | 1989                   | Klaus Simon                                                          | Bronze, 93 × 154,5 × 89 cm                                                                                                 |                                  |
| Skulptur für eine Ebene                                                  | Dellviertel: Kantpark                                                                                | 51° 25′ 49″ N, 6° 46′ 3″ O  | 1977                   | André Volten                                                         | polierter Granit |                                  |
| Große Zylinderspaltung                                                   | Dellviertel: Kantpark                                                                                | 51° 25′ 48″ N, 6° 45′ 57″ O | 1991                   | Alf Lechner                                                          | Stahl, geschmiedet, gespalten, 320 × 110 × 120 cm                                                                          |                                  |
| Weitmar                                                                  | Dellviertel: Kantpark                                                                                | 51° 25′ 46″ N, 6° 45′ 57″ O | 1984                   | Richard Serra                                                        | COR-TEN-Stahl, warm gewalzt und gebogen, 450 × 500 × 8 m                                                                   |                                  |
| Würfelkonstruktion 3/73                                                  | Dellviertel: Kantpark                                                                                | 51° 25′ 43″ N, 6° 45′ 57″ O | 1973                   | Alf Lechner                                                          | Edelstahl, 300 × 500 × 300 cm                                                                                              |                                  |
| Raumsäule 17/70                                                          | Dellviertel: Kantpark                                                                                | 51° 25′ 42″ N, 6° 45′ 57″ O | 1970                   | Erich Hauser                                                         | Edelstahl 300 × 900 × 300 cm                                                                                               |                                  |
| Egypt                                                                    | Dellviertel: Kantpark                                                                                | 51° 25′ 43″ N, 6° 46′ 2″ O  | 1990                   | Eduardo Paolozzi                                                     | Bronze 110 × 430 × 275 cm Wurde im Mai 2025 gestohlen                                                                      |                                  |
| Boden / 1 Hertz                                                          | Dellviertel: Kantpark                                                                                | 51° 25′ 47″ N, 6° 45′ 55″ O | 1988/90                | Bogomir Ecker                                                        | |                                  |
| Rock Monument of Duisburg                                                | Dellviertel: Kantpark                                                                                | 51° 25′ 46″ N, 6° 45′ 55″ O | 1986/1990              | Alan Sonfist                                                         | verschiedene Steine ca. 100 × 1200 × 235 cm                                                                                |                                  |
| Uccello di pietra - Vogel aus Stein                                      | Dellviertel: Kantpark                                                                                | 51° 25′ 44″ N, 6° 45′ 54″ O | 1985                   | Pinuccio Sciola                                                      | |                                  |
| Tiefe Spanne 7                                                           | Dellviertel: Kantpark                                                                                | 51° 25′ 46″ N, 6° 45′ 58″ O | 1977                   | Michael Steiner                                                      | |                                  |
| Bewegliche Plastik PA II                                                 | Dellviertel: Kantpark                                                                                | 51° 25′ 44″ N, 6° 45′ 59″ O | 1971                   | Günter Tollmann                                                      | |                                  |
| Thronoi                                                                  | Dellviertel: Kantpark                                                                                | 51° 25′ 46″ N, 6° 46′ 1″ O  | 1958/59                | Karl Hartung                                                         | Bronze, 240 × 128 × 128 cm                                                                                                 |                                  |
| Thron                                                                    | Dellviertel: Kantpark                                                                                | 51° 25′ 46″ N, 6° 46′ 0″ O  | 1961/90                | Karl Ehlers                                                          | |                                  |
| Besuch in Rom IV                                                         | Dellviertel: Kantpark                                                                                | 51° 25′ 45″ N, 6° 45′ 55″ O | 1998                   | Michael Schoenholtz                                                  | Marmor |                                  |
| Himmelsgucker                                                            | Dellviertel: Kantpark (zur Friedrich-Wilhelm-Straße)                                                 | 51° 25′ 50″ N, 6° 46′ 6″ O  | 2006                   | Roger Löcherbach                                                     | Zedernholz, Sockel: Platane, Höhe 2,50 m, Durchmesser Sockel 1 m,Gewicht 500 kg                                            |                                  |
| Kniende Figur - Eos                                                      | Dellviertel: Kantpark                                                                                | 51° 25′ 49″ N, 6° 45′ 58″ O | 1958                   | Toni Stadler                                                         | Bronze, 132 × 69 × 66 cm                                                                                                   |                                  |
| Two Congenial Segments (Rotation IV)                                     | Dellviertel: Kantpark                                                                                | 51° 25′ 49″ N, 6° 45′ 56″ O | 1980                   | George Warren Rickey                                                 | |                                  |
| Der grüne Zuschauer (Einer, der zusieht, wie ein anderer stirbt)         | Dellviertel: Kantpark                                                                                | 51° 25′ 50″ N, 6° 45′ 57″ O | 1933/1978              | Meret Oppenheim                                                      | |                                  |
| Auf dem Boden knien                                                      | Dellviertel: Kantpark                                                                                | 51° 25′ 51″ N, 6° 45′ 57″ O | 1977                   | Peter Könitz                                                         | Edelstahl 200 × 200 × 8,5 cm                                                                                               |                                  |
| Formation 29                                                             | Dellviertel: Kantpark                                                                                | 51° 25′ 45″ N, 6° 45′ 56″ O | 1959–60                | Rudolf Hoflehner                                                     | |                                  |
| BAIT / HAUS                                                              | Dellviertel: Kantpark                                                                                | 51° 25′ 44″ N, 6° 45′ 56″ O | 1999                   | Belu-Simion Fainaru                                                  | Installation aus Rosenbeet, Baum, Steinplatten 880 × 1035 cm                                                               |                                  |
| Eine enorme Anstrengung - Wilhelm Lehmbruck, Streckungen                 | Dellviertel: Kantpark                                                                                | 51° 25′ 46″ N, 6° 45′ 59″ O | 1987                   | Ansgar Nierhoff                                                      | |                                  |
| ...der Liebe                                                             | Dellviertel: Kantpark                                                                                | 51° 25′ 47″ N, 6° 46′ 1″ O  | 2003                   | Ansgar Nierhoff                                                      | Stahl |                                  |
| Der Posten                                                               | Dellviertel: Kantpark zur Düsseldorf Straße                                                          | 51° 25′ 51″ N, 6° 45′ 56″ O | 1989                   | Norbert Radermacher                                                  | Bronze, Höhe 118 cm, ursprünglich stand neben dem Posten ein Pfosten, jedoch wurde dieser vor einigen Jahren entfernt.     |                                  |
| Lightline                                                                | Dellviertel: Kantpark, am südlichen Ende des Wilhelm-Lehmbruck-Museum                                | 51° 25′ 45″ N, 6° 45′ 56″ O | 2004                   | Waltraut Cooper                                                      | |                                  |
| Dramatische Gelegenheit VIII                                             | Dellviertel: Düsseldorfer Str. gegenüber dem Wilhelm Lehmbruck Museum                                | 51° 25′ 47″ N, 6° 45′ 54″ O | 1964                   | Berto Lardera                                                        | Eisen, rostfreier Stahl, 5,6 m × 4,5 m × 3,6 m                                                                             |                                  |
| Ankerbrunnen                                                             | Dellviertel: vor dem IHK-Gebäude, Kreuzung Mercatorstraße/Friedrich-Wilhelm-Straße                   | 51° 25′ 50″ N, 6° 46′ 19″ O |                        | Zoltán Székessy                                                      | |                                  |
| Relief                                                                   | Dellviertel: Steinbart-Gymnasium, Realschulstraße 43                                                 | 51° 25′ 39″ N, 6° 45′ 54″ O | 1960                   | Siegfried Dammrath                                                   | Quarzschiefer-Bruchplatten 275 m × 605 cm                                                                                  |                                  |
| Technik – Natur                                                          | Dellviertel: Dellplatz                                                                               | 51° 25′ 48″ N, 6° 45′ 44″ O | 1988                   | Gerhard Losemann und Hans-Jürgen Vorsatz                             | Lavabasalt/Edelstahl |                                  |
| Handwerke                                                                | Dellviertel: Haus des Handwerks, Düsseldorfer Straße 166                                             | 51° 25′ 27″ N, 6° 45′ 56″ O | 1983                   | Karl-Heinz Sondermann                                                | Granit, 320 × 130 × 130 cm                                                                                                 |                                  |
| Kommunikation 2                                                          | Dellviertel: Friedenstraße 86                                                                        | 51° 25′ 24″ N, 6° 45′ 43″ O | 1985                   | Thomas Schönauer                                                     | Holz und Edelstahl, 380 × 185 × 160 cm                                                                                     |                                  |
| Begegnung                                                                | Dellviertel: hinter Johanniterstraße 35                                                              | 51° 25′ 21″ N, 6° 45′ 44″ O | 1991                   | Kurt Sandweg                                                         | |                                  |
| Skulptur                                                                 | Dellviertel: Tiergartenstraße 54c                                                                    | 51° 25′ 23″ N, 6° 45′ 44″ O | 1986                   | Hans-Jürgen Vorsatz                                                  | Höhe 830 cm |                                  |
| Häuserturm                                                               | Dellviertel: hinter Tiergartenstraße 24                                                              | 51° 25′ 31″ N, 6° 45′ 40″ O | 1983                   | Kurt Sandweg                                                         | Terrakotta, 105 × 220 cm                                                                                                   |                                  |
| Brunnen Duisburg                                                         | Dellviertel: Eichenhof                                                                               | 51° 25′ 7″ N, 6° 46′ 9″ O   | 1978                   | Friederich Werthmann                                                 | |                                  |
| Dyna-Sieben 77                                                           | Dellviertel: Eichenhof                                                                               | 51° 25′ 6″ N, 6° 46′ 10″ O  | 1977                   | Friederich Werthmann                                                 | Remanit, 250/300 × 30/40 × 40 cm                                                                                           |                                  |
| Skulpturale Begehbare Brunnenanlage                                      | Dellviertel: Bungertstraße 27, DVV Verwaltung                                                        | 51° 25′ 43″ N, 6° 45′ 15″ O | 1991/92                | Hans-Jürgen Vorsatz                                                  | Granit, Durchmesser 600 cm, Höhe 170 cm                                                                                    |                                  |
| Aliud                                                                    | Kaßlerfeld: Schifferstraße 10                                                                        | 51° 26′ 7″ N, 6° 45′ 17″ O  | 2001                   | Bogomir Ecker                                                        | Stahl, Eisenblech, Drahtseile, Lacke, 2200 × 166 × 140 cm                                                                  |                                  |
| Cultivator 4                                                             | Kaßlerfeld: Am Innenhafen 8–10                                                                       | 51° 26′ 29″ N, 6° 46′ 6″ O  | 2019                   | Thomas Schönauer                                                     | Edelstahl glasgestrahlt, 645 × 270 × 1290 cm                                                                               |                                  |
| Große Ringer                                                             | Kaßlerfeld: Auf dem H2 Office zum Innenhafen, Schifferstraße 196                                     | 51° 26′ 31″ N, 6° 46′ 17″ O | 1987                   | Matschinsky-Denninghoff                                              | Chromnickelstahl, auf Metallpodest. 400 × 346 × 255 cm                                                                     |                                  |
| Schmale Tür 2                                                            | Kaßlerfeld: Schifferstraße 210, Pier Eins, zum Innenhafen                                            | 51° 26′ 32″ N, 6° 46′ 24″ O | 1992                   | Friedrich Gräsel                                                     | Edelstahl geschweißt, 204 × 202 × 208 cm                                                                                   |                                  |
| Mahnmal Erfahrbare Wände                                                 | Kaßlerfeld: Ruhrorter Straße 11                                                                      | 51° 26′ 16″ N, 6° 45′ 20″ O | 1999                   | Gabriella Fekete                                                     | Beton und Eisen, 125 × 650 × 100 cm                                                                                        |                                  |
| Wissen öffnet die Welt                                                   | Neuenkamp: Paul-Rücker-Straße 36                                                                     | 51° 26′ 8″ N, 6° 43′ 57″ O  |                        |                                                                      | Relief am Gebäude der ehemaligen Hauptschule in Neuenkamp                                                                  |                                  |
| Dazwischen oder für den Nachbarn                                         | Wanheimerort: Waldfriedhof vor dem Krematorium, Düsseldorfer Str. 603                                | 51° 23′ 40″ N, 6° 45′ 41″ O | 2002                   | Erwin Wortelkamp                                                     | Eisen-Bramme 9,00 m × 0,90 m × 0,12 m, Holzskulptur 6,20 m × 0,25 m × 0,23 m, Eisenguss 2,20 m × 0,25 m × 0,23 m           |                                  |
| Drei Lebensalter                                                         | Wanheimerort: Waldfriedhof vor dem Krematorium, Düsseldorfer Str. 603                                | 51° 23′ 39″ N, 6° 45′ 38″ O | 1952                   | Kurt Schwippert                                                      | |                                  |
| Trauernde                                                                | Wanheimerort: Auf dem Ehrenfeld des Waldfriedhofs, Düsseldorfer Str. 603                             | 51° 23′ 28″ N, 6° 46′ 7″ O  | 1960                   | Dorothea Ludwig-Minth                                                | Bronze, 260 × 90 m × 70 cm                                                                                                 |                                  |
| 5/2001                                                                   | Wanheimerort: Kulmer Str. 3                                                                          | 51° 24′ 22″ N, 6° 45′ 49″ O | 2001                   | Thomas Schönauer                                                     | |                                  |
| Embleme auf Klinkerwand                                                  | Wanheimerort: Kranichstr. 21                                                                         | 51° 24′ 8″ N, 6° 45′ 57″ O  | 1955                   | Aloys Klingen                                                        | Sieben Zeichen 100 × 50 cm bzw. 70 × 50 cm                                                                                 |                                  |
| Raumsäule 16/73                                                          | Wanheimerort: Sana Kliniken, Kalkweg                                                                 | 51° 23′ 49″ N, 6° 47′ 6″ O  | 1973                   | Erich Hauser                                                         | Edelstahl, 5,80 m × 15,50 m × 8,00 m                                                                                       |                                  |
| Sprechstunde der Tiere                                                   | Wanheimerort: Sana Kliniken, Kalkweg                                                                 | 51° 23′ 49″ N, 6° 46′ 58″ O | 2002                   | Kiki Smith                                                           | Sechs Lichtskulpturen an den Balkonen der Fassade, Plexiglas, farbig lackiert, Höhe 50 cm                                  |                                  |
| Fabeltiere                                                               | Duissern: Ecke Saarstraße/Landfermannstraße                                                          | 51° 26′ 0″ N, 6° 46′ 34″ O  | 1929/1979              | Carl Moritz Schreiner                                                | Sandstein |                                  |
| Brunnen                                                                  | Duissern: Falkstraße 44, Schulhof Gesamtschule Duisburg-Mitte                                        | 51° 26′ 11″ N, 6° 46′ 42″ O | 1959                   | Doris Rücker                                                         | Kunststein und Mosaik |                                  |
| Frau am Fluss                                                            | Duissern: Goerdelerpark                                                                              | 51° 25′ 57″ N, 6° 46′ 48″ O | 1940/60                | Pericle Fazzini                                                      | Bronze, 117 × 78 × 52 cm                                                                                                   |                                  |
| Fohlengruppe                                                             | Duissern: Königsberger Allee 62                                                                      | 51° 26′ 10″ N, 6° 47′ 7″ O  | 1938/60                | Alfred Sabisch                                                       | 160 × 193 × 112 cm |                                  |
| Begegnungen                                                              | Duissern: Berliner Brücke; A 59, Ausfahrt A 40                                                       | 51° 26′ 51″ N, 6° 46′ 45″ O | 1964                   | Ursula Hanke-Förster                                                 | Gruppenplastik, Bronze, je ca. 5,20 m hoch und 2,10 bzw. 2,90 m breit, Gewicht je 1,5 t, Sockel 6 m hoch                   |                                  |
| Der Besucher                                                             | Duissern: Botanischer Garten, Nähe Ausgang "Am Freischütz"                                           | 51° 26′ 9″ N, 6° 47′ 54″ O  |                        | Roger Löcherbach                                                     | |                                  |
| Sitzender Jüngling                                                       | Duissern: Kriegsgräberstätte Kaiserberg                                                              | 51° 26′ 13″ N, 6° 48′ 10″ O |                        | Wilhelm Lehmbruck                                                    | Nachguss 2021 wieder aufgestellt                                                                                           |                                  |
| Dynamische Form                                                          | Neudorf-Nord: vor der Bibliothek, Lotharstraße 65                                                    | 51° 25′ 40″ N, 6° 47′ 58″ O | 1965                   | Karl Prasse                                                          | Aluminiumguss, 600 × 400 × 230 cm                                                                                          |                                  |
| Metallrelief                                                             | Neudorf-Nord: Oststraße 99                                                                           | 51° 25′ 44″ N, 6° 47′ 5″ O  | 1964                   | Egon Pfeiffer                                                        | 200 × 600 cm |                                  |
| Pelikan                                                                  | Neudorf-Nord: Carstanjens Garten, Pappenstraße                                                       | 51° 25′ 55″ N, 6° 47′ 15″ O | 1957                   | Adolf Wamper                                                         | Bronze, 110 × 120 × 100 cm; ursprünglich als Brunnenplastik am Burgplatz                                                   |                                  |
| Weiß Verpuppte                                                           | Neudorf-Nord: Stadtwald, Kammerweg                                                                   | 51° 25′ 17″ N, 6° 48′ 16″ O |                        | Regina Bartholme                                                     | |                                  |
| Blauer Engel                                                             | Neudorf-Nord: Stadtwald, Eulenpfad                                                                   | 51° 25′ 34″ N, 6° 48′ 27″ O |                        | Regina Bartholme                                                     | |                                  |
| Große Rote                                                               | Neudorf-Nord: Stadtwald, Berg und Tal                                                                | 51° 25′ 9″ N, 6° 48′ 55″ O  |                        | Regina Bartholme                                                     | |                                  |
| Mahnmal Loveparade                                                       | Neudorf-Süd: Karl-Lehr-Straße                                                                        | 51° 25′ 13″ N, 6° 46′ 37″ O | 2011                   | Gerhard Losemann                                                     | Stahl, Grundplatte 550 × 300 × 1 cm; Rückwand 300 × 300 × 1 cm                                                             |                                  |
| Block und Stele                                                          | Neudorf-Süd: Klönne-Wiese                                                                            | 51° 24′ 37″ N, 6° 46′ 55″ O | 1981                   | Wolfgang Kuhn                                                        | Die Skulpturen entstanden während eines Steinbildhauer-Symposiums 1981                                                     |                                  |
| Duisburger Welle                                                         | Neudorf-Süd: Klönne-Wiese                                                                            | 51° 24′ 38″ N, 6° 46′ 55″ O | 1981                   | Hermann Brunotte                                                     | Die Skulpturen entstanden während eines Steinbildhauer-Symposiums 1981                                                     |                                  |
| Fernsehecke                                                              | Neudorf-Süd: Klönne-Wiese                                                                            | 51° 24′ 36″ N, 6° 46′ 52″ O | 1981                   | Henning Hammond-Norden                                               | Die Skulpturen entstanden während eines Steinbildhauer-Symposiums 1981                                                     |                                  |
| Zerrissenheit                                                            | Neudorf-Süd: Klönne-Wiese                                                                            | 51° 24′ 35″ N, 6° 46′ 52″ O | 1981                   | Bernd Bodechtel                                                      | Die Skulpturen entstanden während eines Steinbildhauer-Symposiums 1981                                                     |                                  |
| Aufschichtung                                                            | Neudorf-Süd: Klönne-Wiese                                                                            | 51° 24′ 34″ N, 6° 46′ 53″ O | 1981                   | Erwin Schaab                                                         | Die Skulpturen entstanden während eines Steinbildhauer-Symposiums 1981                                                     |                                  |
| Negativ-Bäume                                                            | Neudorf-Süd: Klönne-Wiese                                                                            | 51° 24′ 38″ N, 6° 46′ 57″ O | 1974                   | Menashe Kadishman                                                    | Eisen, achtteilig, je 505 × 258 × 42 cm                                                                                    |                                  |
| Sänger und Schraube                                                      | Neudorf-Süd: Klönne-Wiese                                                                            | 51° 24′ 37″ N, 6° 46′ 55″ O | 1983                   | Klaus Osterwald                                                      | Stahl, 350 × 260 × 280 cm                                                                                                  |                                  |
| Gezeitenboje                                                             | Neudorf-Süd: Bertasee                                                                                | 51° 24′ 34″ N, 6° 46′ 56″ O | 1979                   | K-L Schmaltz                                                         | Schwimmende Skulptur, Edelstahl, 280 × 289 × 285 cm                                                                        |                                  |
| Schwimmende Plastik 7                                                    | Neudorf-Süd: Bertasee                                                                                | 51° 24′ 35″ N, 6° 46′ 57″ O | 1979                   | Marta Pan                                                            | Weißes Polyester, zwei Teile, 113 und 225 cm                                                                               |                                  |
| Vogelfrei                                                                | Hochfeld: Gitschiner Straße, Ecke Saarbrücker Straße                                                 | 51° 25′ 2″ N, 6° 45′ 27″ O  | 1987                   | Kurt Sandweg                                                         | Bronze auf Pflasterhügel, 106 × 190 × 160 cm                                                                               |                                  |
| Pferdebändiger                                                           | Hochfeld: Wolfgang-Reuter-Platz, Siemens                                                             | 51° 25′ 38″ N, 6° 44′ 51″ O | 1952                   | Arno Breker                                                          | Sandsteinrelief, 500 × 780 cm                                                                                              |                                  |
| Entwurf und Analyse                                                      | Hochfeld: Wolfgang-Reuter-Platz, Siemens                                                             | 51° 25′ 40″ N, 6° 44′ 53″ O | 1978                   | Rainer Urban                                                         | Stahl, 400 × 250 × 180 cm, in den Demag Werkstätten gefertigt, Form am Computer berechnet                                  |                                  |

## Kunstwerke in Walsum
| Bezeichnung                                         | Standort                                                          | Koordinaten                 | errichtet | Künstler           | Anmerkungen | Bild           |
| --------------------------------------------------- | ----------------------------------------------------------------- | --------------------------- | --------- | ------------------ | --- | -------------- |
| Tempel einer unbekannten Göttin                     | Vierlinden: Franz-Lenze-Platz                                     | 51° 32′ 21″ N, 6° 43′ 21″ O | 1992      | Kurt Budewell      | Kalkstein, Basalt, Stahl, Höhe ca. 2,11 m |                |
| Mahnmal gegen Gewalt                                | Vierlinden: Franz-Lenze-Platz                                     | 51° 32′ 16″ N, 6° 43′ 23″ O |           | Bernhard Kleinfeld | Naturstein, grau, |                |
| Heilige Barbara                                     | Aldenrade: Kometenplatz/vor dem Bezirksamt Walsum                 | 51° 31′ 37″ N, 6° 44′ 36″ O | 1989      | Bernhard Kleinfeld | Eifeler Sandstein |                |
| Platz der Erinnerung                                | Aldenrade: Platz der Erinnerung (Aldenrader Kometenplatz)         | 51° 31′ 37″ N, 6° 44′ 37″ O | 2012      | Gisbert Zimmermann | Stahl, Höhe: 180 cm, Gewicht: 1,5 t |                |
| Kinder im Gespräch                                  | Aldenrade: Waldstraße 53, Gesamtschule Walsum, Gebäude Waldstraße | 51° 31′ 54″ N, 6° 44′ 12″ O | 1967      | Hildegard Bienen   | Bronze, 200 × 250 × 120 cm |                |
| Pylon ohne Titel                                    | Aldenrade: Beckersloh 81, Kopernikus-Gymnasium                    | 51° 32′ 0″ N, 6° 44′ 17″ O  | 1967      | Egon Pfeiffer      | Beton und Glas, 800 × 480 × 480 cm |                |
| Springender Bock                                    | Aldenrade: Ecke Friedrich-Ebert-Straße, Holtener Straße           | 51° 32′ 5″ N, 6° 44′ 31″ O  | 1965      | Clemens Pasch      | Bronze, Brunnenplastik, 115 × 38 × 62 cm |                |
| Reise in die Fabel- und Märchenwelt                 | Fahrn: Netzestraße 1, Realschule Fahrn                            | 51° 30′ 56″ N, 6° 45′ 3″ O  | 1970      | Agnes Dommers      | Kupfer, 300 × 200 × 100 cm Wurde von der Stadt Duisburg auf Grund von Zerstörungen abgebaut                                                       |                |
| Zwangsarbeiterdenkmal                               | Alt-Walsum: Ivan-Bugulez-Weg                                      | 51° 32′ 15″ N, 6° 42′ 54″ O | 2002      | Bernhard Kleinfeld | Türkischer Basalt |                |
| Gedenkstein (an das Bergwerksunglück in Völklingen) | Overbruch: Völklinger Straße                                      | 51° 32′ 36″ N, 6° 43′ 18″ O | 1962      | Heinz Luckenbach   | Findling mit der Inschrift „1962 / Völklingen“; Inschrift auf der Tafel: „Zum Gedenken und zur Mahnung an die 280 Opfer der Bergwerkskatastrophe“ | weitere Bilder |

## Kunstwerke in Hamborn
| Bezeichnung               | Standort                                                                                      | Koordinaten                 | errichtet | Künstler                 | Anmerkungen                                                                      | Bild |
| ------------------------- | --------------------------------------------------------------------------------------------- | --------------------------- | --------- | ------------------------ | -------------------------------------------------------------------------------- | ---- |
| Das kleine Meer           | Marxloh: Wolfsbahntrasse, Duisburg-Marxloh                                                    | 51° 30′ 25″ N, 6° 45′ 25″ O | 2002      | Christian Bauer          | Naturstein, ca. 2,00 m × 4,00 m, Höhe ca. 0,30 m                                 |      |
| Skulptur des Dialogs      | Marxloh: Wolfsbahntrasse, Duisburg-Marxloh                                                    | 51° 30′ 35″ N, 6° 45′ 19″ O | 2004      | Yildirim Denizli         | Stahl, Höhe ca. 4,00 m                                                           |      |
| Gastfreundschaft          | Marxloh: Wolfsbahntrasse, Duisburg-Marxloh                                                    | 51° 30′ 16″ N, 6° 45′ 14″ O | 1998      | May-Noele Dupuis         | Beton, Höhe ca. 1,80 m × 1,80 m                                                  |      |
| StadtkulturSkulptur       | Marxloh: Wolfsbahntrasse, Duisburg-Marxloh                                                    |                             | 2002      | Annemarie Kischnick      | Tuffstein, Gewicht ca. 8–9 Tonnen                                                |      |
| Familie und Erinnerung    | Marxloh: Wolfsbahntrasse, Duisburg-Marxloh                                                    | 51° 30′ 32″ N, 6° 45′ 22″ O | 1998      | El Loko                  | Stahl                                                                            |      |
| Wolfsbahnzug              | Marxloh: Wolfsbahntrasse, Duisburg-Marxloh                                                    | 51° 30′ 34″ N, 6° 45′ 21″ O | 2002      | Klaus Richter            | Stahl und Eisen, Länge ca. 4,00 m                                                |      |
| Unsere Arche Noah         | Marxloh: Wolfsbahntrasse, Duisburg-Marxloh                                                    | 51° 30′ 27″ N, 6° 45′ 25″ O | 1998      | Gisela Schneider-Gehrke  | Länge ca. 2,50 m – 3,00 m Höhe des Mastes ca. 3,00 m über Schiffsobergrenze      |      |
| Schilderbäume             | Marxloh: Wolfsbahntrasse, Duisburg-Marxloh                                                    | 51° 30′ 35″ N, 6° 45′ 19″ O | 2002      | Klaus Sievers            | Stahl, 25 Richtungsschilder mit einer Höhe von 0,25 m und einer Länge von 0,70 m |      |
| Brunnen                   | Marxloh: Feldstraße 14, Marxloh                                                               | 51° 30′ 16″ N, 6° 45′ 30″ O | 1969/71   | Will Brüll               | Edelstahl, Höhe 700 cm. Stand früher auf dem August-Bebel-Platz                  |      |
| Das himmlische Jerusalem  | Marxloh: Eingang Evangelischer Friedhof Marxloh, Kaiser-Friedrich-Straße 112                  | 51° 30′ 23″ N, 6° 46′ 1″ O  | 1955      | Karl Prasse              | Glasmosaik                                                                       |      |
| Tor zum Leben             | Marxloh: Evangelischer Friedhof Marxloh, Kaiser-Friedrich-Straße 112                          | 51° 30′ 18″ N, 6° 46′ 2″ O  |           | Gisela Schneider-Gehrke  |                                                                                  |      |
| Emscher Folly             | Marxloh: Am Radweg entlang der alten Emscher zum Alsumer Berg                                 | 51° 29′ 32″ N, 6° 43′ 29″ O | 2022      | Nicole Wermers           | Betonfundament, rostfreies Stahlrohr, modifizierte Fahrräder                     |      |
| Ohne Titel (Seifenschale) | Alt-Hamborn: vor dem Rathaus Duisburg - Hamborn                                               | 51° 29′ 36″ N, 6° 46′ 28″ O | 1984      | Hans-Jürgen Vorsatz      | Marmor, 0,75 m × 2,00 m                                                          |      |
| Stele                     | Alt-Hamborn: Rathaus Hamborn                                                                  | 51° 29′ 36″ N, 6° 46′ 27″ O |           | Dietmar Rudek            | Sandstein, ca. 200 × 18 × 18 cm                                                  |      |
| Brunnen                   | Alt-Hamborn: Altmarkt Hamborn, Verlängerung Jägerstraße                                       | 51° 29′ 26″ N, 6° 46′ 21″ O | 1980      | Hans-Gerd Berns          | Dolomit-Stein, 870 × ø 200 cm                                                    |      |
| Windkinetische Plastik    | Alt-Hamborn: Jägerstraße/Kolpingstraße                                                        | 51° 29′ 24″ N, 6° 46′ 10″ O | 1969/73   | Hein Sinken              | Edelstahl, ca. 188 × 94 × 94 cm                                                  |      |
| Die Geschichte Hamborns   | Alt-Hamborn: An der Abtei, vor dem Johannes-Hospital                                          | 51° 29′ 24″ N, 6° 45′ 45″ O | 1978      | Tisa von der Schulenburg | 6 Bronzeplatten, 55 × 68 cm                                                      |      |
| Mahnmal                   | Neumühl: Nordfriedhof Hamborn, Blütenstraße 55                                                | 51° 29′ 42″ N, 6° 47′ 6″ O  | 1961      | Rotraut Raddatz-Esche    | Diabas, 318,5 × 66,5 × 50 cm                                                     |      |
| Zeiträder                 | Neumühl: Holtener-/ Lehrerstr.                                                                | 51° 29′ 45″ N, 6° 48′ 1″ O  | 1982      | Johannes Büning          | Stahl                                                                            |      |
| Mahnmal                   | Neumühl: Fiskusfriedhof, Ehrenfeld                                                            | 51° 30′ 12″ N, 6° 48′ 47″ O | 1962      | Ernst Kreetz             | Bronze, 215 × 35 × 50 cm                                                         |      |
| Die Skulpturenlandschaft  | Neumühl: Salzmannschule, Max-Planck-Straße                                                    | 51° 29′ 58″ N, 6° 48′ 36″ O | 1979      | Gabriella Fekete         | 13 Teile aus Beton                                                               |      |
| Tiger                     | Röttgersbach: Schule am Röttgersbach, Bilsestraße 10                                          | 51° 30′ 54″ N, 6° 46′ 56″ O | 1958      | Rudolf Christian Baisch  | Bronze, 75 × 160 × 27 cm                                                         |      |
| Skulptur                  | Röttgersbach: Revierpark Mattlerbusch                                                         | 51° 31′ 19″ N, 6° 46′ 38″ O | 1980      | Ernst Rasche             | Edelstahl                                                                        |      |
| Sphinx, Stele und Elefant | Röttgersbach: Gemeinschaftsgrundschule am Mattlerbusch, Wehofer Straße 45                     | 51° 31′ 17″ N, 6° 46′ 26″ O | 1964      | Hans Breker              | Beton, Kletterplastik 220 × 420 × 150 cm; Stele, Höhe 580 cm                     |      |
| Delphingruppe             | Obermarxloh: vor dem Kaufmännischen Berufskolleg Walther Rathenau, Walther-Rathenau-Straße 10 | 51° 29′ 56″ N, 6° 46′ 5″ O  | 1968      | Rudolf Christian Baisch  | Bronze, 510 × 220 × 250 cm. Ursprünglich als Brunnenplastik für den Zoo geplant. |      |
| Raumschleife              | Obermarxloh: Kampstraße 23                                                                    | 51° 29′ 49″ N, 6° 46′ 9″ O  | 1973      | Will Brüll               | Stahl, 450 × 370 × 200 cm                                                        |      |
| 4 × 4 = 16                | Obermarxloh: Kantstraße 80, Gemeinschafts-Grundschule Kunterbunt                              | 51° 30′ 1″ N, 6° 46′ 28″ O  | 1973      | Friedrich Gräsel         | Stahlrohre, Höhe 80 cm                                                           |      |

## Kunstwerke in Meiderich/Beeck
| Bezeichnung                                                   | Standort                                                                                             | Koordinaten                 | errichtet | Künstler                                                                 | Anmerkungen | Bild           |
| ------------------------------------------------------------- | --- | --------------------------- | --------- | ------------------------------------------------------------------------ | --- | -------------- |
| Mobile                                                        | Untermeiderich: Schulhof ehemalige Grundschule, Dislichstraße 3                                      | 51° 27′ 44″ N, 6° 45′ 20″ O | 1983      | Jan Mladovski                                                            | Aluminium und Farbe, Stahlseil |                |
| Fliegende Vögel                                               | Untermeiderich: Fassade Theodor-König-Gesamtschule, Gartsträucherstraße 54                           | 51° 28′ 20″ N, 6° 45′ 45″ O | 1963      | Egon Pfeiffer                                                            | Beton, 500 × 2800 cm |                |
| Der Freund                                                    | Mittelmeiderich: Rosengarten, Stadtpark Meiderich                                                    | 51° 27′ 37″ N, 6° 46′ 16″ O | 1990      | Chinmayo                                                                 | Sandstein, Höhe ca. 2,60 m | Der Freund     |
| Der Beobachter                                                | Mittelmeiderich: Stadtpark Meiderich, Wiesenbereich gegenüber der Paul-Bäumer-Straße                 | 51° 27′ 39″ N, 6° 45′ 56″ O | 2005      | Chinmayo                                                                 | Stahl, Höhe ca. 2,30 m (einschließlich eines 20 cm hohen Sockels)                                                                     | weitere Bilder |
| Paul-Bäumer-Denkmal                                           | Mittelmeiderich: Stadtpark Meiderich, Wiesenbereich gegenüber der Paul-Bäumer-Straße                 | 51° 27′ 39″ N, 6° 45′ 54″ O | 1929      | Kurt Schwippert                                                          | | weitere Bilder |
| Gemeinsamkeit                                                 | Mittelmeiderich: Von-der-Mark-Straße                                                                 | 51° 28′ 2″ N, 6° 46′ 18″ O  | 1983      | Ernst Frank                                                              | Stahlguss der Thyssen-Lehrwerkstatt, Höhe 3,00 m                                                                                      | Gemeinsamkeit  |
| Erreiche die höchste Offenheit, bewahre den tiefsten Einklang | Mittelmeiderich: Eingangsbereich Parkplatz unter der A59 neben dem Stadtpark Meiderich               | 51° 27′ 45″ N, 6° 46′ 11″ O | 2007      | Chinmayo                                                                 | Zweiteilige Holzarbeit, teilweise mit Bemalung, Höhe ca. 2,50 m                                                                       |                |
| Mutter und Kind                                               | Mittelmeiderich: Von-der-Markt-Straße, Duisburg-Meiderich                                            | 51° 28′ 3″ N, 6° 46′ 38″ O  | 1988      | Wilhelm Lehmbruck                                                        | Bronze |                |
| Hängepartie                                                   | Mittelmeiderich: Kreisverkehr Baustraße/Augustastraße, Duisburg-Meiderich                            | 51° 28′ 14″ N, 6° 46′ 20″ O | 2009      | Roger Löcherbach                                                         | Ahorn, 350 × 70 × 120 cm |                |
| Paar                                                          | Mittelmeiderich: Eingangsbereich Parkplatz unter der A59 neben dem Stadtpark Meiderich               | 51° 27′ 44″ N, 6° 46′ 10″ O | 2005      | Roger Löcherbach                                                         | Holz, Höhe ca. 2,50 m |                |
| Die Acht                                                      | Mittelmeiderich: Stadtpark Meiderich, Unter der A59 - Brücke                                         | 51° 27′ 38″ N, 6° 46′ 17″ O | 2002      | Roger Löcherbach                                                         | Silberahorn unbehandelt, Höhe ca. 4 Meter, Breite ca. 1,10 Meter                                                                      |                |
| Meidericher Hahn                                              | Mittelmeiderich: Bahnhofstraße 157 / Marktplatz                                                      | 51° 28′ 2″ N, 6° 46′ 12″ O  | 1991      | Wolf Platzen                                                             | Stahl, Stein (Findling) |                |
| Großes Pferd                                                  | Mittelmeiderich: Centrum Westende, Westender Straße 32                                               | 51° 27′ 59″ N, 6° 47′ 8″ O  | 1963      | Rudolf Christian Baisch                                                  | Bronze, mit Sockel 240 × 140 × 25 cm                                                                                                  |                |
| Jungs im Gespräch                                             | Mittelmeiderich: Zoppenbrückschule, Zoppenbrückstraße 45                                             | 51° 27′ 44″ N, 6° 47′ 23″ O | 1963      | Ursula Hanke-Förster                                                     | Bronze, 200 × 130 × 60 cm |                |
| Mahnmal KZ-Außenlager Ratingsee                               | Mittelmeiderich: hinter Westendstraße 36b, vor dem Eingang der Schrebergärten der Ratingsee-Siedlung | 51° 27′ 54″ N, 6° 47′ 18″ O | 1983      | Studierende der damaligen Gesamthochschule Duisburg, Klasse Kurt Sandweg | Basalt und Bronze, Höhe 150 cm |                |
| Stehendes Schutzsegel                                         | Mittelmeiderich: Centrum Westende, Westender Straße 32                                               | 51° 27′ 59″ N, 6° 47′ 7″ O  | 1971      | Will Brüll                                                               | Edelstahl, 280 × 250 × 100 cm |                |
| Fortuna                                                       | Mittelmeiderich: Singstraße 2                                                                        | 51° 28′ 5″ N, 6° 46′ 52″ O  |           | Wasa Marjanow                                                            | |                |
| Brunnen                                                       | Mittelmeiderich: Am Bahnhof                                                                          | 51° 28′ 5″ N, 6° 46′ 47″ O  | 1986      | Karl-Heinz Sondermann                                                    | Basalt und Alu-Rohr |                |
| Durchblick                                                    | Mittelmeiderich: Gerrickstraße 21, Herzzentrum Duisburg                                              | 51° 27′ 45″ N, 6° 46′ 33″ O | 1990      | Ernst Frank                                                              | |                |
| Ohne Titel                                                    | Mittelmeiderich: Baldusstraße 13                                                                     | 51° 27′ 23″ N, 6° 47′ 16″ O | 1979/80   | Reinhard Omir                                                            | Stahl und Farbe, 550 × 870 × 175 cm                                                                                                   |                |
| Bilder am Kanal Tableau 1/15                                  | Mittelmeiderich: Zusammenfluss Rhein-Herne-Kanal/Ruhr                                                | 51° 27′ 3″ N, 6° 46′ 58″ O  | 2010      | Bernd Zamel                                                              | Stahl, Kunststoff |                |
| Tag und Nacht                                                 | Obermeiderich: Landschaftspark Duisburg-Nord                                                         | 51° 28′ 48″ N, 6° 47′ 1″ O  | 2019      | Roger Löcherbach                                                         | Eiche, 350 cm hoch |                |
| Neustadt                                                      | Obermeiderich: Landschaftspark Duisburg-Nord, am Grünen Pfad                                         | 51° 29′ 4″ N, 6° 47′ 27″ O  | 2021      | Julius von Bismarck, Marta Dyachenko                                     | 23 Gebäudemodelle aus Beton, von inzwischen abgerissenen Gebäuden aus dem Ruhrgebiet, Teil des Emscherkunstwegs                       |                |
| Mahnmal                                                       | Obermeiderich: Friedhof Bügelstraße, Kriegsgräberfeld                                                | 51° 28′ 13″ N, 6° 48′ 2″ O  | 1961      | Ferdinand Heseding                                                       | Muschelkalk, 276 × 126 × 67 cm |                |
| Bilder am Kanal Tableau 2/15                                  | Obermeiderich: Rhein-Herne-Kanal, am Hafen Neumühl                                                   | 51° 28′ 38″ N, 6° 48′ 38″ O | 2010      | Markus Hanakam                                                           | Stahl, Kunststoff, Farbe, 5,95 × 3,4 m                                                                                                |                |
| Trauernde Mutter                                              | Beeck: Friedrich-Ebert-Str. 364 (am Oberhof, Haltestelle Beeck Denkmal)                              | 51° 28′ 48″ N, 6° 44′ 0″ O  | 1959      | Wilhelm Hanebal                                                          | Bronze, 190 × 180 × 119 cm; An derselben Stelle stand vormals ebenfalls ein Kriegerdenkmal, welches jedoch 1944 eingeschmolzen wurde. |                |
| Landstrich                                                    | Beckerwerth: Am Radweg entlang der alten Emscher, Nähe Pumpwerk Alte Emscher                         | 51° 29′ 1″ N, 6° 43′ 36″ O  | 2014      |                                                                          | Stahl, 800 × 240 cm |                |
| Konzentration                                                 | Beeck: Weststraße 40, Schulhof Gustav-Stresemann-Realschule                                          | 51° 28′ 38″ N, 6° 43′ 52″ O | 1972      | Gerlinde Beck                                                            | Stahl, 660 × 130 × 130 cm |                |
| Vogel im Wind                                                 | Bruckhausen: Friedrich-Wilhelm-Straße 100, Thyssen Verwaltung                                        | 51° 29′ 30″ N, 6° 44′ 37″ O | 1989      | René Broissand                                                           | |                |
| Asymmetrisches Windsegel                                      | Laar: Erzstraße 10                                                                                   | 51° 27′ 56″ N, 6° 43′ 37″ O | 1971      | Will Brüll                                                               | Edelstahl 550 × 250 × 250 cm |                |

## Kunstwerke in Homberg/Ruhrort/Baerl
| Bezeichnung                   | Standort                                                                                     | Koordinaten                 | errichtet | Künstler                                                    | Anmerkungen | Bild           |
| ----------------------------- | -------------------------------------------------------------------------------------------- | --------------------------- | --------- | ----------------------------------------------------------- | --- | -------------- |
| Bruchflächen Schnittstellen   | Ruhrort: Weidner-Steinhaus-Park in Ruhrort                                                   | 51° 27′ 3″ N, 6° 44′ 9″ O   | 1989      | Alf Becker                                                  | Basaltlava, Höhe 1,70 m |                |
| Filter                        | Ruhrort: Duisburg Ruhrort / Kaimauer an der Krausstraße (etwa Höhe Einmündung Kasteelstraße) | 51° 27′ 1″ N, 6° 43′ 55″ O  | 1993–1995 | Peter Könitz                                                | Edelstahl, Höhe einschließlich Kaimauer 3,00 m, Breite 4,30 m |                |
| Sankt Nikolaus                | Ruhrort: Mühlenweide, an der Mündung des Eisenbahnhafens                                     | 51° 27′ 34″ N, 6° 43′ 32″ O | 1990      | Wolf Spitzer                                                | |                |
| Binnen-Hafen-Tor              | Ruhrort: Binnenhafen Duisburg Ruhrort; Friedrich-Ebert-Brücke / Ruhrorter Pegel              | 51° 27′ 21″ N, 6° 43′ 40″ O | 1993–1995 | Günter Schirmer                                             | Mauer, Klinker, Metall, Breite ca. 10 Meter |                |
| Capri-Projekt                 | Ruhrort: Binnenhafen Duisburg Ruhrort; alter Werfthafen/ehemalige Schiffswerft Lünnemann     | 51° 27′ 8″ N, 6° 44′ 22″ O  | 1993–1995 | Heide Weidele                                               | Farbe, Putz, Beleuchtung |                |
| Ruhr-Akropolis                | Ruhrort: Binnenhafen Duisburg Ruhrort; Molenkopf am ehemaligen Kaiserhafen, Speditionsinsel  | 51° 26′ 56″ N, 6° 44′ 2″ O  | 1993–1995 | Heide Weidele                                               | Stahl, Höhe 9,00 m, Durchmesser 1,37 m |                |
| Boote                         | Ruhrort: Binnenhafen Duisburg-Ruhrort; Vinckekanal/Höhe Vinckekanalbrücke                    | 51° 26′ 58″ N, 6° 44′ 24″ O | 1993–1995 | Susanne Windelen                                            | Skulpturengruppe, sieben 5–8 Meter lange bootsförmige Gussstücke aus verschieden pigmentierten Betonsorten. |                |
| Der Angler                    | Ruhrort: Binnenhafen/Eisenbahnhafen Duisburg-Ruhrort, Landzunge Mühlenweide                  | 51° 27′ 30″ N, 6° 43′ 38″ O | 1993–1995 | Adem Yılmaz                                                 | Stahlkonstruktion ca. 8 m hoch und 35 m lange Reihe aus 14 blaugestrichenen Betontischen. |                |
| Sunline Orange                | Ruhrort: Franz-Haniel-Platz                                                                  | 51° 27′ 8″ N, 6° 44′ 2″ O   |           | Bernhard Heiliger                                           | |                |
| Heureka                       | Ruhrort: Franz-Haniel-Platz                                                                  | 51° 27′ 9″ N, 6° 44′ 0″ O   |           | Bernhard Heiliger                                           | |                |
| Kopf und Schultern            | Ruhrort: Franz-Haniel-Platz                                                                  | 51° 27′ 7″ N, 6° 44′ 1″ O   | 1985      | Michael Croissant                                           | Corten-Stahl, 440 × 800 × 630 cm |                |
| Männeken Pis                  | Ruhrort: Harmoniestr. 16                                                                     | 51° 27′ 10″ N, 6° 43′ 56″ O | 1908      | August Kraus                                                | Bronze-Skulptur, Höhe 90 cm, Teil eines denkmalgeschützten Brunnens, befand sich vorher am Sonnenwall. Die Skulptur wurde 2013 im Lehmbruck-Museum eingelagert und 2021 in Ruhrort geschützt aber einsehbar auf dem Haniel-Gelände wieder aufgestellt |                |
| Großer Liegender              | Ruhrort: Landwehrstraße 25                                                                   | 51° 27′ 12″ N, 6° 44′ 8″ O  | 1969/1982 | Kurt Sandweg                                                | Bronze, 78 × 125 × 70 cm |                |
| Große Treppe                  | Ruhrort: Landwehrstraße 3                                                                    | 51° 27′ 13″ N, 6° 44′ 8″ O  | 1982      | Klaus Osterwald                                             | Fassadenbild, 150 m² |                |
| Energiefeld                   | Ruhrort:Neumarkt                                                                             | 51° 27′ 13″ N, 6° 43′ 56″ O | 1996/2011 | Waltraut Cooper                                             | |                |
| Ohne Titel                    | Ruhrort: Luisenpark                                                                          | 51° 27′ 13″ N, 6° 44′ 17″ O | 1980      | Ruud Dijkers                                                | |                |
| Rheinorange                   | Ruhrort: Am Bört                                                                             | 51° 26′ 58″ N, 6° 43′ 20″ O | 1992      | Lutz Fritsch                                                | Stahlquader, orange lackiert |                |
| Echo des Poseidon             | Ruhrort: Mercator-Insel am Vinckekanal                                                       | 51° 27′ 12″ N, 6° 43′ 34″ O | 2016      | Markus Lüpertz                                              | |                |
| Die tragende Kraft            | Ruhrort: Im Freihafen 2                                                                      | 51° 27′ 29″ N, 6° 44′ 54″ O | 1991      | Kurt Sandweg                                                | Bronze/Beton |                |
| Wandbild von Horst Schimanski | Ruhrort: Eisenbahnstraße 28                                                                  | 51° 27′ 19″ N, 6° 44′ 24″ O |           |                                                             | |                |
| Büste von Horst Schimanski    | Ruhrort: Horst-Schimanski-Gasse                                                              | 51° 27′ 8″ N, 6° 43′ 50″ O  | 2022      | Carolin Höbing                                              | Bronze | weitere Bilder |
| Raumwolke                     | Baerl: Grafschafter Straße/Ecke Heinrich-Kerlen-Straße                                       | 51° 29′ 3″ N, 6° 40′ 9″ O   | 1990      | Alf Becker                                                  | Diabas (Erdgussgestein) |                |
| 14 bunte Betonfiguren         | Baerl: Waldschule, Waldstraße 3H, gegenüber Waldstraße 4                                     | 51°29'22.9"N 6°40'10.4"E    | 1982      | Hermann Kurz                                                | Beton |                |
| Marktbrunnen                  | Homberg: Marktplatz Homberg                                                                  | 51° 27′ 1″ N, 6° 42′ 28″ O  | 1913/1990 | Carl Brose                                                  | Granit |                |
| Energie                       | Homberg: Neuaufstellung 2013 Ecke Moerser-/ Duisburger Straße                                | 51° 26′ 58″ N, 6° 42′ 10″ O | 1984      | Dr. Heinz Genz                                              | Stahl, davor stand die Skulptur vor dem ehemaligen Verwaltungsgebäude des Steinkohlenbergwerkes Rheinpreußen, Baumstraße, 47198 Duisburg |                |
| Franz-Haniel-Denkmal          | Homberg: Rheinpreußenpark, neben Moerser Straße 149                                          | 51° 26′ 56″ N, 6° 41′ 54″ O | 1992      | Waldemar Otto                                               | |                |
| Die Sinnende                  | Homberg: Augustastraße 48                                                                    | 51° 27′ 6″ N, 6° 42′ 32″ O  | 1974/75   | Rudolf Christian Baisch                                     | 166 × 100 × 108 cm |                |
| Mädchen im Wind               | Hochheide: Kreuzung Ottostraße/Moerser Straße                                                | 51° 26′ 58″ N, 6° 41′ 21″ O | 1959/2000 | Doris Rücker                                                | Bronze, 178 × 53 × 53 cm |                |
| Mahnmal VI                    | Hochheide: Verbindungsweg Glückaufstraße/Husemannstraße                                      | 51° 27′ 6″ N, 6° 41′ 18″ O  | 1989      | Alf Becker                                                  | Diabas (Erdgussgestein), 2,80 m × 0,70 m × 0,60 m |                |
| Germania                      | Essenberg: Wilhelmallee / Duisburger Straße, 47198 Duisburg                                  | 51° 26′ 13″ N, 6° 42′ 34″ O | 1887      | ?                                                           | Naturstein |                |
| Rostiger Rudolf               | Essenberg: Leinpfad nördlich von Wilhelmallee, 47198 Duisburg                                | 51° 26′ 31″ N, 6° 42′ 35″ O | 2006      | Auszubildende von Sachtleben Chemie (heute Venator Germany) | Edelstahl (?) und Moniereisen | weitere Bilder |

## Kunstwerke in Rheinhausen
| Bezeichnung                    | Standort                                                               | Koordinaten                 | errichtet | Künstler             | Anmerkungen                                 | Bild |
| ------------------------------ | ---------------------------------------------------------------------- | --------------------------- | --------- | -------------------- | ------------------------------------------- | ---- |
| Brunnen                        | Rheinhausen-Mitte: Willy-Brandt-Berufskolleg Krefelder Str. 92         | 51° 24′ 26″ N, 6° 42′ 29″ O | 1977/1979 | Gerlinde Beck        | Chromnickelstahl und Farbe, 3,50 m × 5,00 m |      |
| Balos                          | Rheinhausen-Mitte: Beethovenstr. 20 (Rheinhausenhalle)                 | 51° 24′ 16″ N, 6° 42′ 43″ O | 1974      | Friederich Werthmann | Remanit-Stahl, 250 × 250 × 100 cm           |      |
| Schwedischer Granit, gespalten | Rheinhausen-Mitte: vor dem Bezirksamt Rheinhausen, Körnerplatz 1       | 51° 24′ 16″ N, 6° 42′ 37″ O |           | Ulrich Rückriem      |                                             |      |
| Geborgenheit                   | Rheinhausen-Mitte: Städtisches Altenheim Lindenallee                   | 51° 23′ 55″ N, 6° 42′ 7″ O  | 1989      | Kurt Sandweg         | Bronze, 50 × 69 × 38 cm                     |      |
| Brunnen                        | Rheinhausen-Mitte: Friedrich-Alfred-Straße/Georgstraße                 | 51° 24′ 38″ N, 6° 42′ 59″ O | 1979      | Gerhard Losemann     | Stahl, 320 × ø 500 cm                       |      |
| Die Marktfrau                  | Friemersheim: Marktplatz Friemersheim - Richtung Kronprinzenstraße     | 51° 23′ 22″ N, 6° 42′ 27″ O | 1988      | Antonius Linn        | Bronze, Höhe ca. 90 cm                      |      |
| Schwerer Stand                 | Friemersheim: vor der Dorfkirche Friemersheim, Friemersheimer Straße 6 | 51° 22′ 53″ N, 6° 42′ 9″ O  | 1996      | Klaus Simon          |                                             |      |
| Stele ohne Titel               | Rumeln-Kaldenhausen: Gerhart-Hauptmann-Schule, Breslauer Str. 1        | 51° 23′ 40″ N, 6° 40′ 42″ O | 1958      | Volkram Anton Scharf | Beton, 500 ×165 × 155 cm                    |      |
| Velociraptor 1                 | Bergheim: Businesspark Asterlagen                                      | 51° 25′ 45″ N, 6° 42′ 10″ O | 2000      | Odo Rumpf            |                                             |      |
| Femina                         | Bergheim: Businesspark Asterlagen                                      | 51° 25′ 43″ N, 6° 42′ 12″ O | 2000      | Odo Rumpf            |                                             |      |
| Archaisch-Futuristisches Trio  | Bergheim: Businesspark Asterlagen                                      | 51° 25′ 37″ N, 6° 42′ 7″ O  |           | Johannes Terbach     |                                             |      |
| Sterngucker                    | Bergheim: Businesspark Asterlagen                                      | 51° 25′ 44″ N, 6° 42′ 16″ O |           | Johannes Terbach     |                                             |      |

## Kunstwerke in Duisburg-Süd
| Bezeichnung           | Standort                                                                          | Koordinaten                 | errichtet | Künstler                   | Anmerkungen                                                                                  | Bild |
| --------------------- | --------------------------------------------------------------------------------- | --------------------------- | --------- | -------------------------- | -------------------------------------------------------------------------------------------- | ---- |
| Zeittafel             | Huckingen: Erholungspark Biegerhof                                                | 51° 22′ 38″ N, 6° 45′ 5″ O  | 1979      | Gabriella Fekete           | Beton und Stahl, 28,25 × 2,40 m                                                              |      |
| Kriegsopfer-Ehrenmal  | Huckingen: Huckinger Markt                                                        | 51° 22′ 6″ N, 6° 45′ 4″ O   | 1959      | Ferdinand Heseding         | Bronze, Kalkstein, 320 × 225 × 150 cm                                                        |      |
| Licht- und Luftfänger | Huckingen: Schulhof Bertolt-Brecht-Berufskolleg, Am Ziegelkamp                    | 51° 22′ 27″ N, 6° 45′ 1″ O  | 1962/63   | Will Brüll                 | Stahl, 240 × 300 × 120 cm, stand bis zu deren Schließung 2010 an der GGS Nordhäuser Straße 3 |      |
| Alpha-Stahl-Stabile   | Huckingen: Schulhof Bertolt-Brecht-Berufskolleg, Am Ziegelkamp                    | 51° 22′ 26″ N, 6° 45′ 1″ O  | 1983      | Mascha Hammesfahr          | 550 × 634 × 516 cm                                                                           |      |
| Kapsel                | Buchholz: Bezirksamt Duisburg-Süd, Sittardsberger Allee 14                        | 51° 22′ 35″ N, 6° 45′ 44″ O | 1972      | Friederich Werthmann       | Remanit-Stahl, Höhe 3,15 m, Durchmesser 2,25 m                                               |      |
| Konvex - Konkav       | Buchholz: Salzburger Platz 14                                                     | 51° 22′ 48″ N, 6° 45′ 48″ O | 1970      | Karl Prasse                | Edelstahl und Farbe                                                                          |      |
| Konstruktion          | Buchholz: Innsbrucker Allee 38                                                    | 51° 22′ 46″ N, 6° 45′ 43″ O | 1975      | Karl Prasse                | Edelstahl 500 × 150 × 200 cm                                                                 |      |
| Januskopf             | Buchholz: Gemeinschaftsgrundschule Böhmer Straße 14                               | 51° 23′ 7″ N, 6° 45′ 46″ O  | 1978      | Karl Prasse                | Aluminium-Guss, 110 × 90 × 90 cm                                                             |      |
| Dyn-Anelli            | Buchholz: Konstanzer Straße 11                                                    | 51° 23′ 6″ N, 6° 46′ 8″ O   | 1979/80   | Friederich Werthmann       | Remanit-Stahl, 250 × 250 × 50 cm und 220 × 220 × 40 cm                                       |      |
| Brunnenplastik        | Buchholz: hinter Grazer Straße 30                                                 | 51° 23′ 7″ N, 6° 46′ 6″ O   | 1980      | Karl Prasse                |                                                                                              |      |
| Rest                  | Buchholz: Berufsgenossenschaftliche Unfallklinik Duisburg, Großenbaumer Allee 250 | 51° 22′ 50″ N, 6° 47′ 4″ O  | 1992–1993 | Jan Ambrůz                 | Eiche, 280 × 250 × 510 cm                                                                    |      |
| Auffliegende Schwäne  | Buchholz: Buchholzer Waldschule, Sittardsberger Allee 263                         | 51° 23′ 14″ N, 6° 46′ 50″ O | 1963      | Helmuth Schepp             | Bronze, 170 × 275 × 130 cm                                                                   |      |
| Tiger & Turtle        | Angerhausen: Magic Mountain, Angerpark, Ehinger Str. 117                          | 51° 22′ 32″ N, 6° 44′ 17″ O | 2009–2011 | Ulrich Genth, Heike Mutter | Stahl verzinkt, Höhe ca. 20 m, begehbares Kunstwerk                                          |      |

## Inzwischen entfernte Kunstwerke
Die folgenden Kunstwerke standen zu einem früheren Zeitpunkt in Duisburg im öffentlichen Raum, wurden inzwischen aber abgebaut, oder gestohlen, oder zerstört.
| Bezeichnung          | Standort                                               | errichtet                       | Künstler            | Anmerkungen | Bild |
| -------------------- | ------------------------------------------------------ | ------------------------------- | ------------------- | --- | ---- |
| Die Kniende          | Mitte: Kantpark                                        | 1964                            | Wilhelm Lehmbruck   | Bronze, Skulptur war zunächst (ab 1927) im Tonhallengarten nahe des König-Heinrich-Platzes aufgestellt, wurde 1937 hier entfernt, nach dem Zweiten Weltkrieg erhielt die Skulptur einen Standort vor dem Lehmbruck-Museum und wurde nach 2008 im Depot des Lehmbruck-Museums eingelagert. |      |
| Pandora              | Homberg: Ecke Moerser-/ Duisburger Straße              | 1953                            | Edwin Scharff       | Bronze, Skulptur wurde 2011 von Metalldieben gestohlen |      |
| David                | Dellviertel: Kantpark                                  | 2006/10                         | Hans-Peter Feldmann | Styropor, Epoxidharz, Fassadenfarbe, 900 × 300 × 300 cm. Die Skulptur wurde 2016 eingelagert. |      |
| Personnage et Oiseau | Dellviertel: Bundesbankfiliale Düsseldorfer Straße 205 | 1961                            | Joan Miró           | Die Filiale wurde 2012 geschlossen |      |
| Widersacher          | Obermeiderich: Landschaftspark Duisburg-Nord           | 2008 aufgestellt, 2019 entfernt | Roger Löcherbach    | Kastanienholz |      |